# Lotto Belisol/Saison 2014
Dieser Artikel listet Erfolge und Fahrer des Radsportteams Lotto Belisol in der Saison 2014 auf.

## Erfolge in der UCI World Tour
| Datum          | Rennen                     | Sieger             |
| -------------- | -------------------------- | ------------------ |
| 24. Januar     | 4. Etappe Tour Down Under  | André Greipel      |
| 26. Januar     | 6. Etappe Tour Down Under  | André Greipel      |
| 10. Juli       | 6. Etappe Tour de France   | André Greipel      |
| 16. Juli       | 11. Etappe Tour de France  | Tony Gallopin      |
| 6. August      | 4. Etappe Tour de Pologne  | Jonas Vangenechten |
| 16. August     | 6. Etappe Eneco Tour       | Tim Wellens        |
| 11.–17. August | Gesamtwertung Eneco Tour   | Tim Wellens        |
| 12. September  | 19. Etappe Vuelta a España | Adam Hansen        |

## Erfolge in der UCI Asia Tour
| Datum       | Rennen                  | Kat. | Sieger        |
| ----------- | ----------------------- | ---- | ------------- |
| 13. Februar | 5. Etappe Tour of Qatar | 2.HC | André Greipel |
| 18. Februar | 1. Etappe Tour of Oman  | 2.HC | André Greipel |
| 20. Februar | 3. Etappe Tour of Oman  | 2.HC | André Greipel |
| 23. Februar | 6. Etappe Tour of Oman  | 2.HC | André Greipel |

## Erfolge in der UCI Europe Tour
| Datum         | Rennen                                  | Kat. | Fahrer             |
| ------------- | --------------------------------------- | ---- | ------------------ |
| 15. März      | Ronde van Drenthe                       | 1.1  | Kenny Dehaes       |
| 19. März      | Nokere Koerse                           | 1.1  | Kenny Dehaes       |
| 24. Mai       | 1. Etappe World Ports Classic           | 2.1  | André Greipel      |
| 31. Mai       | 4. Etappe Baloise Belgium Tour          | 2.HC | André Greipel      |
| 5. Juni       | 1. Etappe Luxemburg-Rundfahrt           | 2.HC | André Greipel      |
| 8. Juni       | 4. Etappe Luxemburg-Rundfahrt           | 2.HC | André Greipel      |
| 20. Juni      | 3. Etappe Ster ZLM Toer                 | 2.1  | Greg Henderson     |
| 22. Juni      | 5. Etappe Ster ZLM Toer                 | 2.1  | André Greipel      |
| 29. Juni      | Deutsche Meisterschaft – Straßenrennen  | CN   | André Greipel      |
| 29. Juni      | Belgische Meisterschaft – Straßenrennen | CN   | Jens Debusschere   |
| 26. Juli      | 1. Etappe Tour de Wallonie              | 2.HC | Jens Debusschere   |
| 27. August    | Druivenkoers Overijse                   | 1.1  | Jonas Vangenechten |
| 6. September  | Brussels Cycling Classic                | 1.HC | André Greipel      |
| 7. September  | Grand Prix de Fourmies                  | 1.HC | Jonas Vangenechten |
| 14. September | Grote Prijs Jef Scherens                | 1.1  | André Greipel      |
| 3. Oktober    | Sparkassen Münsterland Giro             | 1.1  | André Greipel      |
| 14. Oktober   | Nationale Sluitingsprijs                | 1.1  | Jens Debusschere   |

## Abgänge – Zugänge
| Zugänge                     | Team 2013                     | Abgänge                          | Team 2014                                      |
| --------------------------- | ----------------------------- | -------------------------------- | ---------------------------------------------- |
| Tony Gallopin               | RadioShack Leopard            | Vicente Reynés                   | IAM Cycling                                    |
| Maxime Monfort              | RadioShack Leopard            | Francis De Greef                 | Wanty-Groupe Gobert                            |
| Kris Boeckmans              | Vacansoleil-DCM               | Frédérique Robert                | Wanty-Groupe Gobert                            |
| Pim Ligthart                | Vacansoleil-DCM               | Brian Bulgaç                     | Parkhotel Valkenburg Continental               |
| Sander Armée                | Topsport Vlaanderen-Baloise   | Sander Cordeel                   | Vastgoedservice-Golden Palace Continental Team |
| Boris Vallée                | Color Code-Biowanze           | Gaëtan Bille                     | Vérandas Willems                               |
| Vegard Breen                | Joker Merida                  | Dirk Bellemakers                 | Karriereende                                   |
| Sean De Bie                 | Leopard-Trek Continental Team | Joost van Leijen                 | Karriereende                                   |
| Stig Broeckx                | Neoprofi                      | Jurgen Van De Walle              | Karriereende                                   |
| Louis Vervaeke (ab 1. Juli) | Lotto Belisol U23             | Maarten Neyens                   | Unbekannt                                      |
|                             |                               | Olivier Kaisen (bis 11. Februar) | Karriereende                                   |

## Mannschaft
| Name                  | Geburtstag         | Nationalität |              |
| --------------------- | ------------------ | ------------ | ------------ |
| Sander Armée          | 10. Dezember 1985  | Belgien      |              |
| Lars Bak              | 16. Januar 1980    | Dänemark     |              |
| Kris Boeckmans        | 13. Februar 1987   | Belgien      |              |
| Vegard Breen          | 8. Februar 1990    | Norwegen     |              |
| Stig Broeckx          | 10. Mai 1990       | Belgien      |              |
| Sean De Bie           | 3. Oktober 1991    | Belgien      |              |
| Bart De Clercq        | 26. August 1986    | Belgien      |              |
| Kenny Dehaes          | 10. November 1984  | Belgien      |              |
| Jens Debusschere      | 28. August 1989    | Belgien      |              |
| Gert Dockx            | 4. Juli 1988       | Belgien      |              |
| Tony Gallopin         | 24. Mai 1988       | Frankreich   |              |
| André Greipel         | 16. Juli 1982      | Deutschland  |              |
| Adam Hansen           | 11. Mai 1981       | Australien   |              |
| Greg Henderson        | 10. September 1976 | Neuseeland   |              |
| Pim Ligthart          | 16. Juni 1988      | Niederlande  |              |
| Maxime Monfort        | 14. Januar 1983    | Belgien      |              |
| Jürgen Roelandts      | 2. Juli 1985       | Belgien      |              |
| Marcel Sieberg        | 30. April 1982     | Deutschland  |              |
| Boris Vallée          | 3. Juni 1993       | Belgien      |              |
| Jurgen Van Den Broeck | 1. Februar 1983    | Belgien      |              |
| Tosh Van Der Sande    | 28. November 1990  | Belgien      |              |
| Dennis Vanendert      | 27. Juni 1988      | Belgien      |              |
| Jelle Vanendert       | 19. Februar 1985   | Belgien      |              |
| Jonas Vangenechten    | 16. September 1986 | Belgien      |              |
| Louis Vervaeke        | 6. Oktober 1993    | Belgien      |              |
| Tim Wellens           | 10. Mai 1991       | Belgien      |              |
| Frederik Willems      | 8. September 1979  | Belgien      |              |
| Stagiaires            | Stagiaires         | Nationalität | Nationalität |
| Tiesj Benoot          | Tiesj Benoot       | Belgien      |              |
| Xandro Meurisse       | Xandro Meurisse    | Belgien      |              |
| Oliver Naesen         | Oliver Naesen      | Belgien      |              |